# Нижньоіргінське
Нижньоіргі́нське (рос. Нижнеиргинское) — село у складі Красноуфімського міського округу (Натальїнськ) Свердловської області.
Населення — 1092 особи (2010, 1363 у 2002).
Національний склад станом на 2002 рік: росіяни — 96 %.
Стара назва — Нижня Ірга.